# 暗夜行者
《暗夜行者》（英语：Day Breaker），是一部2022年首播的中国大陆缉毒题材网络剧。由方婷婷执导，李易峰、宋轶领衔主演，冯德伦特别主演。2021年5月9日在海口开机，同年9月16日在云南杀青。该剧原訂于2022年4月首播，更改於2022年5月在爱奇艺首播。

## 播出时间
| 頻道   | 所在地   | 首播日期      | 備註                                                                                             |
| 爱奇艺 | 中国大陆 | 2022年5月22日 | 会员每周日到周二20点更新2集，首更6集 会员6月1日2日各加更2集 非会员每日到周四20点转免1集，首更2集 |

## 演员列表

### 主要演员
| 演員   | 角色        | 简介 |
| 李易峰 | 骆翔 / 陈陌 | 曾經是一個為信仰不得不在深淵裏向陽而生的緝毒警察，揹負秘密，為獲取情報潛入東南亞最大毒梟組織，周旋於各方陣營明暗勢力之間。在卧底行動中假死，五年後，他徹底改名換姓，冒充曾經的自己再次打入販毒集團，周旋於曾經的愛人、兄弟和仇人之間，追查真相和面對自身命運的路上衝破黑暗的故事。 |
| 宋轶   | 苏青竹      | 幹練的茶館老闆娘，也是暗夜裏最澄澈的一縷光。蘇青竹與駱翔同樣是緝毒警察卧底，但與駱翔的感情卻是真的，在駱翔詐死之後仍然不失去希望一直守着茶館，在駱翔化名為陳陌回來，幫助他繼續潛伏。                                                                                               |
| 冯德伦 | 廖永嘉      | 廖永嘉是個快退休的老警察，做事情很拼，破案手法古怪。起初認為他是一個好警察，只是手段方面極端讓人難以理解，看起來有着很強悍的偵查能力，因為在數年之前警察生涯同伴的意外去世導致自己心裏有一根刺，找了陳陌來假扮駱翔，本人亦正亦邪，似乎隱藏着不一樣的秘密。                         |

### 其他演员
| 演員   | 角色   | 简介 |
| 宫海滨 | 于升海 | 一名警察，同時也是毒梟安插在警察內部的內鬼，於升海並不是十惡不赦的壞人，雖然是內鬼，但他非常討厭毒品，因此他會不惜一切代價毀掉廖永嘉那一批隱藏的毒品，但因為有把柄在毒梟手中，於升海還是告訴了坤託要逃走的消息，他安全離港，警察內部的一切部署因此都白費。       |
| 古斌   | 梁龙   | 曾是的帕拉手下，帕拉死後取代了位置。現是毒販老大。是黑幫勢力成員，也是販毒集團的一份子，日常打架鬥毆，販賣毒品都有參與，是一位為了利益而不擇手段的人。駱翔潛伏在樑龍身邊，目的就是找出他背後的大魚，將其一網打盡，不過樑龍生性多疑，行事很謹慎，想獲得證據很難。 |
| 宋奕星 | 张欣瑶 | 保險銷售人員、陳陌的房東。她曾經是一個邊境新娘，運氣好的話，會被送進城市裏生一堆孩子，運氣不好的話，就會被賣到金三角的毒販手裏，他們會逼迫她們吞毒品，在邊境幫他們運毒。而她趁着司機下車裝水的時候，逃了出來。                                                   |
| 王挺   | 颂猜   | |

## 電視劇原声帶
| 曲序 | 曲目           |        | 作曲   | 编曲   | 演唱   |
| ---- | -------------- | ------ | ------ | ------ | ------ |
| 1.   | 终点（片尾曲） | 杜彤飞 | 邓智伟 | 庄冬昕 | 蒋敦豪 |
| 2.   | 癖（插曲）     | 林乔   | 高莹   | 廖正星 | 苏诗丁 |